# Ella Henderson
Gabriella Michelle "Ella" Henderson (* 12. ledna 1996, Tetney, Anglie, Spojené království) je anglická zpěvačka a textařka. Byla finalistkou deváté série britské talentové soutěže X Factor, kde skončila na šestém místě. Po vyřazení podepsala smlouvu se Syco Music.
Debutové album Chapter One bylo vydáno 13. října 2014 a stalo se číslem jedna. Její první singl "Ghost", který otextovala společně s Ryanem Tedderem byl zveřejněn 8. června 2014 a stal se hned číslem jedna v britském žebříčku. V top 5 se držel osm týdnů. Její druhý singl "Glow" byl vydán 5. října 2014 a umístil se na sedmém místě britského žebříčku. Její třetí singl "Yours" byl vydán 30. listopadu.

## Životopis
Ella se narodila v Tetney Seanovi a Michelle. Má dva bratry Patricka a Frasera a sestru Holly. Ve třech letech začala zpívat a o pár let později se sama naučila hrát na piáno. Navštěvovala St. Martin's Preparatory School v Grimsby a následně se pokoušela získat stipendium na Tring Park School for the Performing Arts v Hertfordshiru. Stipendium získala a na škole studovala od 11 do 16 let.
Na začátku roku 2012 si zazpívala ve vánočním speciálu stanice Channel 4 Come Dine with Me, kde vystoupila s písničkou "All I Want For Christmas Is You". Epizoda byla natáčená před tím, než se Ella zúčastnila konkurzu do X Factoru.

## Kariéra

### 2012: The X Factor
V roce 2012 se Ella zúčastnila konkurzu do deváté série britské talentové soutěže X Factor, kde zpívala svojí originální písničku "Missed", která se později objevila na jejím debutovém albu. Dostala se do finálových kol s mentorkou Tulisou Contostavlos. V sedmém týdnů live show skončila mezi posledníma dvěma a tak musela zpívat písničku o záchranu. Dva porotci hlasovali pro vypadnutí Elly a dva pro odchod Jamese Arthura. Nakonec rozhodly hlasy diváků a Ella soutěž opustila. Moderátor Dermot O'Leary označil její odchod "jako jeden z největších šokujících odchodů, které kdy zažil".
Během show ji podporu vyjádřilo několik celebrit, včetně Adele, Chloë Grace Moretz, Simona Cowella, Sarah Millican, Stephen Fry, Lily Allen, Nicka Grimshawa a Cher.

### 2013–2017:Chapter One
15. prosince 2012 vystoupila v irské show The Saturday Night Show, kdy zazpívala písničku "Silent Night", během večera oznámila, že podepsala smlouvu se Sony Music Entertainment. 22. ledna 2013 potvrdila, že podepsala smlouvu se Simonovo Cowellovo nahrávací společností Syco Music. Během ledna a února vystoupila na X Factor Live Tour, kde zpívala čtyři písničky: "Missed", "Believe", "Rule the World" a "You Got the Love".
V březnu 2014 oznámila, že její debutové album ponese název Chapter One. 23. dubna 2014 měl premiéru videoklip k debutovému singlu "Ghost". Písnička byla vydaná 8. června 2014. Před vydáním s písničkou vystoupila 26. května 2014 v prvním semi-finále britské soutěže Británie hledá talent. Druhý singl "Glow" byl vydán 5. října 2014. Album Chapter One bylo vydáno 13. října 2014. Její třetí singl "Yours" byl vydán 30. listopadu 2014.
Ella oznámila, že se stane předskokankou skupiny Take That na jejich turné po Spojeném království, které začne v dubnu 2015. 22. července 2015 vydala singl "Glitterball". 4. září 2015 vydala písničku ve spolupráci s DJ Kygem "Here for You"

### 2018– 2021: Nová nahrávací smlouva, EP
V únoru roku 2018 Ella oznámila ukončení spolupráce s nahrávací společností Syco Music. V říjnu 2018 podepsala novou nahrávací smlouvu s Asylum Records, konkrétně s Major Toms, kterou založila britská skupina Rudimental, s níž odjela na podzim turné.
17. září Ella vydala nový singl Glorious z připravovaného EP Glorious, které nakonec vyšlo 8. listopadu. Obsahovalo písně Young, Hold On Me a Friends. Ella spolupracovala s Jax Jonesem na singlu This Is Real a se Sigalou na singlu We Got Love. Oba singly zaznamenaly úspěch v britské hitparádě, dostaly se na 9. a 42. místo.
V březnu 2020 oznámila, že v roce 2020 vydá nové EP, které bude obsahovat 5-6 skladeb. První singl Take Care Of You vyšel 12. června 2020, spolupracovali na něm Julia Michaels, Justin Tranter a Noel Zancanella, umístil se na 50. místě v britském oficiální singlové žebříčku. V červenci složila a nazpívala singl Lighter s Nathanem Dawem a rapperem KSI, který se umístil v TOP 5 UK singlovém žebříčku. 2. října vydala s grammy vítězem DJ Rogerem Sanchezem singl Dream On Me.
12. února 2021 Ella oznámila nový singl "Let's Go Home Together" s Tomem Grennanem, který vyšel 19. února. Původně ho nazpívala s James Arthurem v roce 2017, kdy s ním odjela jeho Back From The Edge Tour. Singl podpořila vystoupením v The Graham Norton Show, hned poté píseň vyšplhala na první příčku iTunes UK žebříčku. Singl se dostal na 10. místo oficiální britské hitparády a tři týdny strávil na 1. místě BigTop40 žebříčku.

### 2022– současnost: Everything I Didn't Say
11. března 2022 Ella vydala po téměř 8 letech své druhé album Everything I Didn't Say, které obsahovalo 16 písní, včetně TOP 10 singlu "Let's Go Home Together" s Tomem Grannanem, album oznámila druhým singlem "Brave", ke kterému natočila videoklip. Singl se umístil na 42. místě britské hitparády, album debutovalo na 8. místě. Krátce po jeho vydání oznámila spolupráci s francouzským DJ Davidem Guettou a Becky Hill na skladbě "Crazy What Love Can Do", která vyšla 8. dubna 2022 a vyšplhala se na 6. místo britské hitparády. Následoval další singl s britským DJ Nathanem Dawem "21 Reasons", který vydali 29. dubna 2022, rovněž se dostal do TOP 10 oficiální britské hitparády.

## Diskografie

### Alba
- Chapter One (2014) – vydáno 13. října 2014, nahrávací společnost: Syko
- Everything I Didn't Say (2022) – vydáno 11. března 2022, nahrávací společnost: Warner Music UK (Major Toms)

### EP
- Glorious (2019) – vydáno 8. listopadu 2019, nahrávací společnost: Warner Music UK (Major Toms)

## Turné
- Chapter One Tour (2015)
- Everything I Didn't Say Tour (2022)

### Předskokan
- Take That – Take That Live (2015)
- James Arthur – Back from the Edge Tour (2017)
- Tales from the Script: Greatest Hits (2022)